# Veldbies
De veldbies (Luzula) is een geslacht van planten uit de russenfamilie (Juncaceae). De veldbies is een nauwe verwant van de rus (Juncus). 

## Bouw
Veldbiezen lijken oppervlakkig gezien op grassen en zegges. Een overeenkomst is de aanwezigheid van de lijnvormige, vlakke bladeren, en bladscheden van waaruit de bladeren groeien. De bladeren zijn aan de rand wittig gewimperd.
De bloemen bij veldbiezen zijn niet zo sterk op windbestuiving ingericht als bij de grassen en daardoor zijn de bloemen duidelijk als zodanig herkenbaar. De verschillende onderdelen van de bloem zijn de tepalen (bloemdekbladen), zes meeldraden, het driehokkige vruchtbeginsel met stijl en drie stempels. 
De bloemdekbladen zijn bruin of groen en kunnen een vliezige rand hebben.
Het vruchtbeginsel is bovenstandig, het aantal bloemdekbladen is zes en ook het aantal meeldraden is zes. De driehokkige doosvrucht bevat drie zaden.

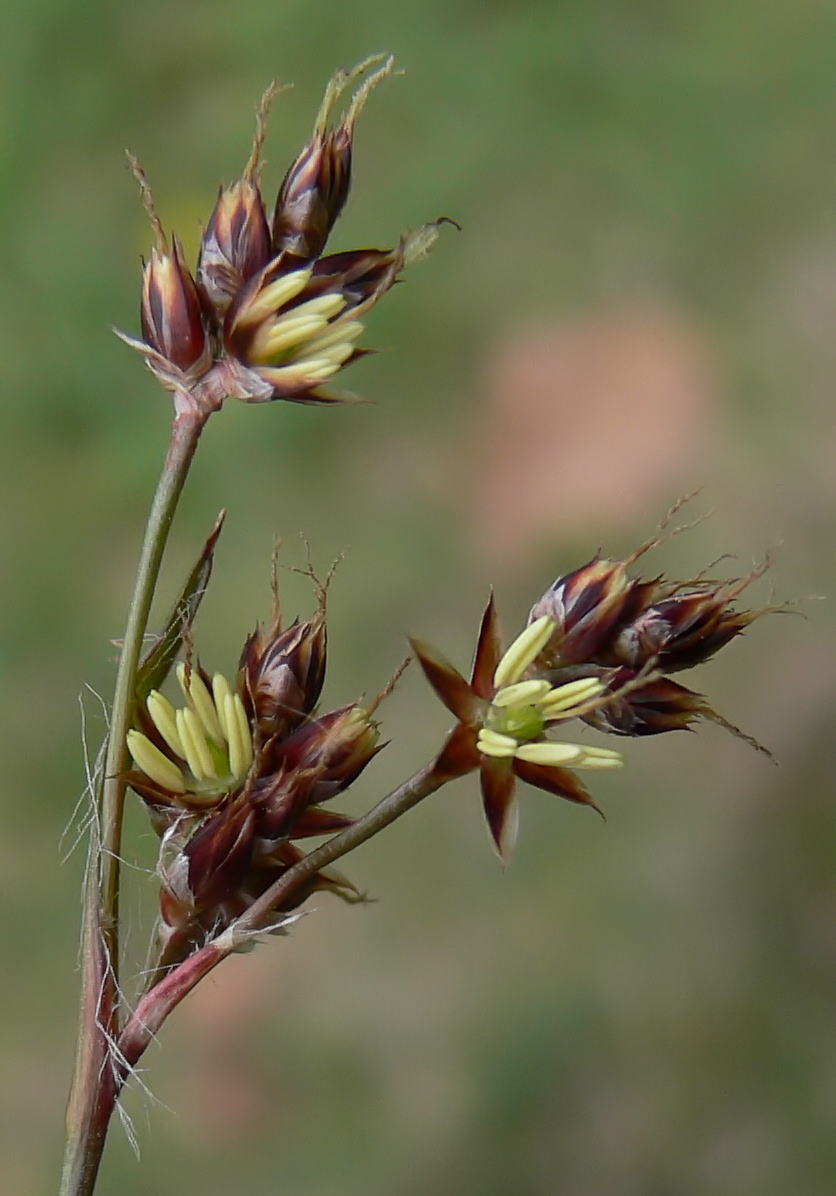
Gewone veldbies bloeiwijze
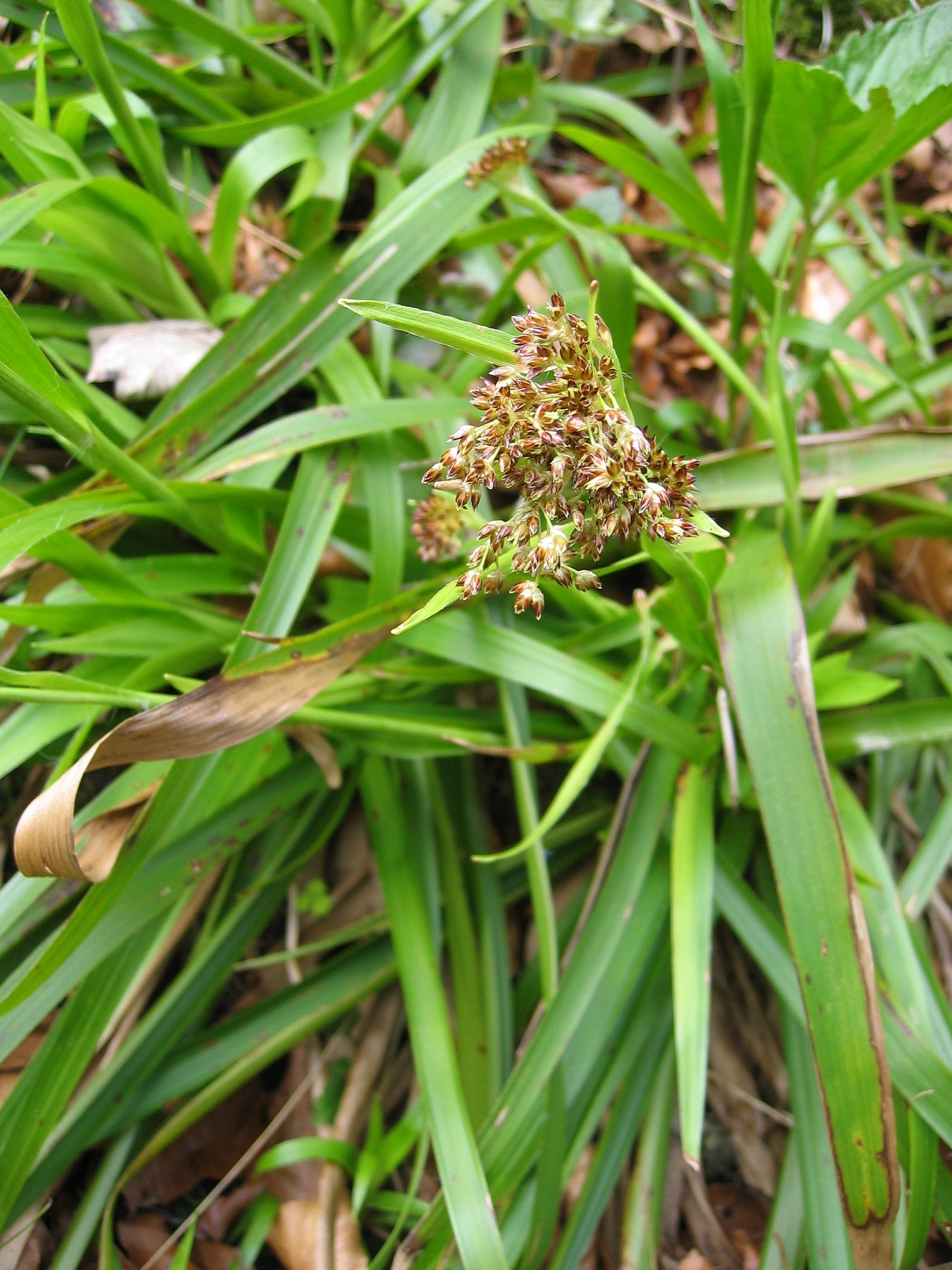
Grote veldbies pol en bloeiwijze
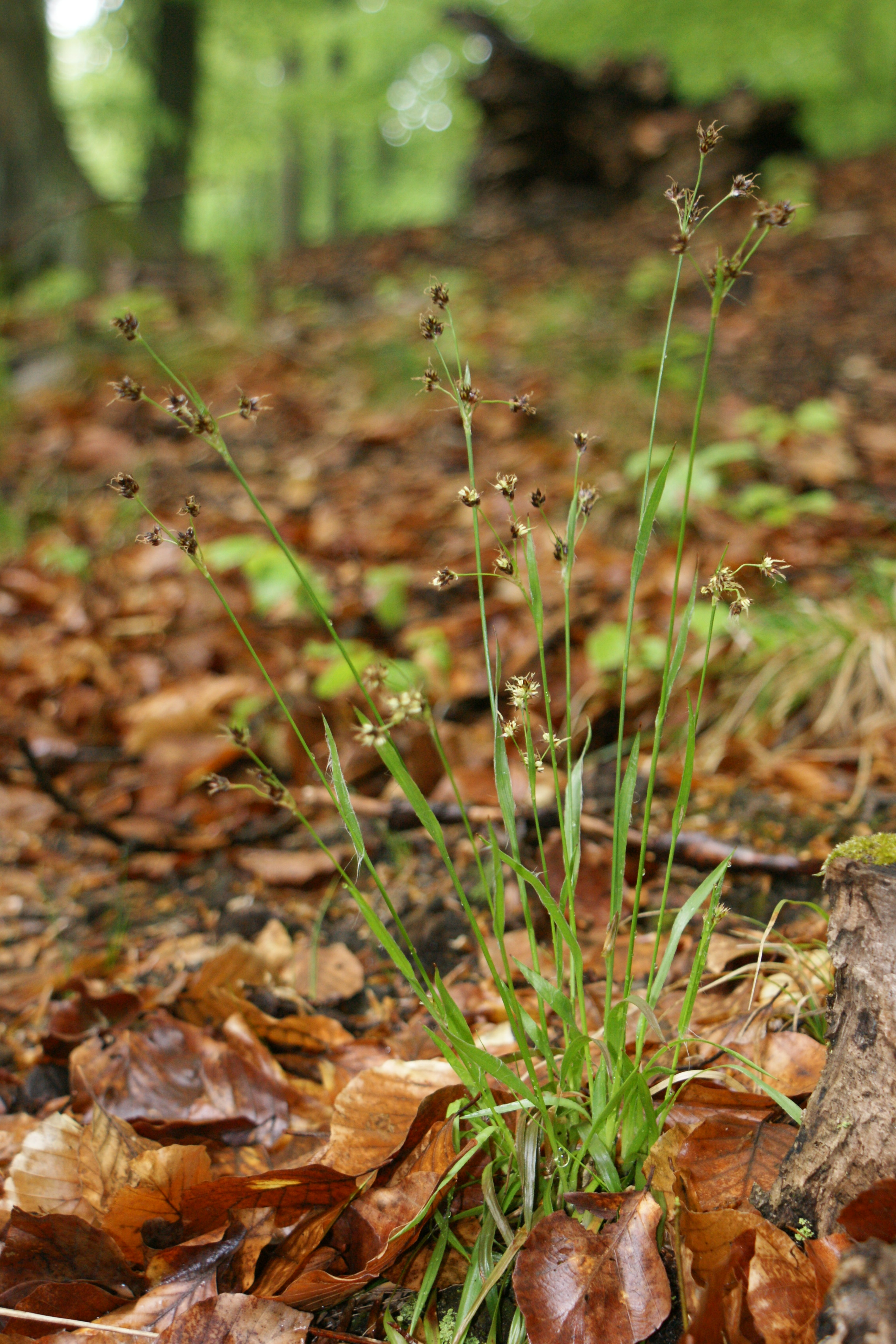
Ruige veldbies bloeiende plant
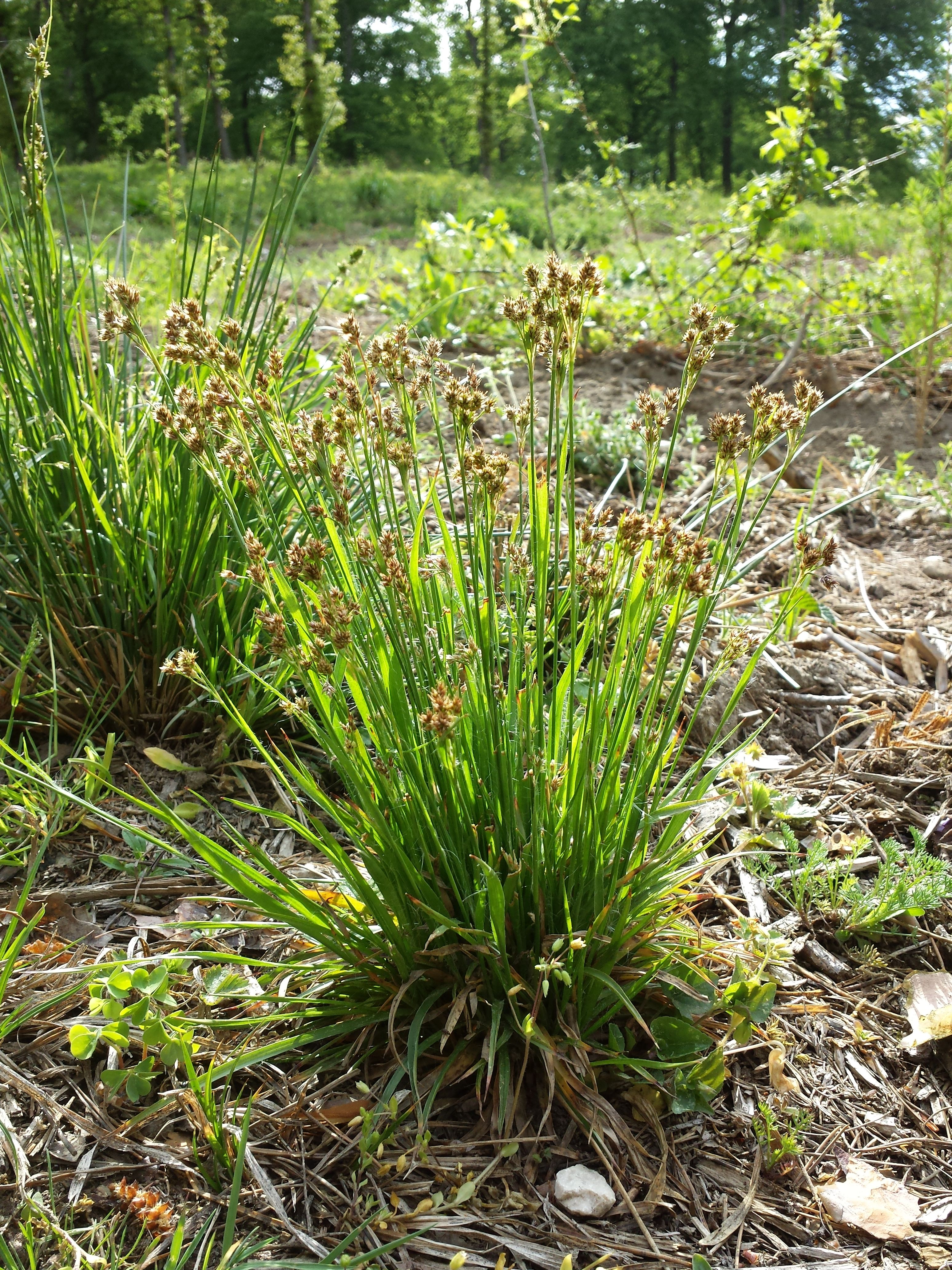
Veelbloemige veldbies bloeiende plant

## Soorten
Soorten in Nederland zijn:
- Luzula pilosa, ruige veldbies
- Luzula campestris, gewone veldbies
- Luzula multiflora, veelbloemige veldbies, met als als ondersoorten:
  - Luzula multiflora subsp. multiflora
  - Luzula multiflora subsp. congesta
- Luzula sylvatica, grote veldbies
- Luzula luzuloides, witte veldbies